# Edema cerebral

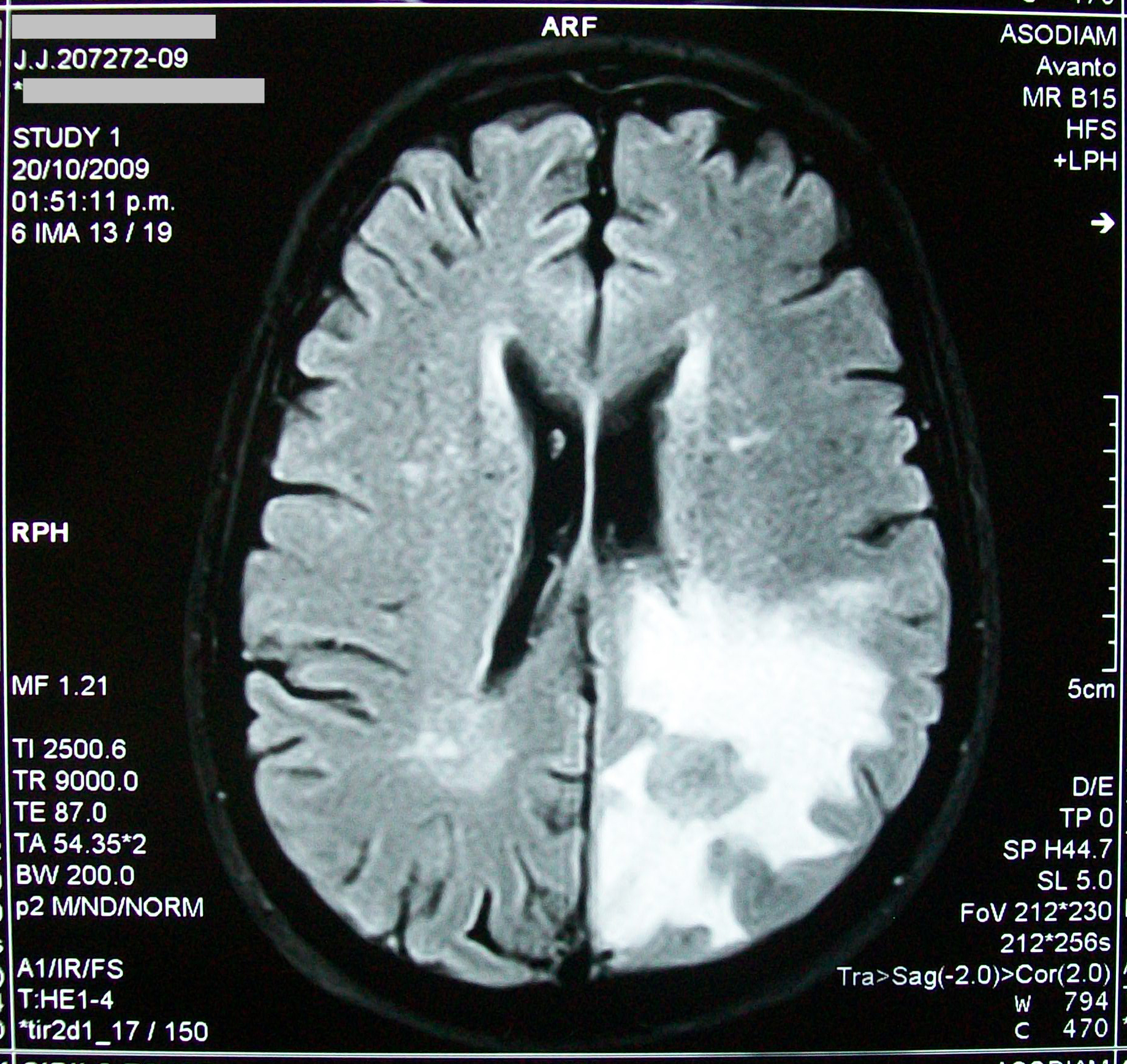
Edema cerebral (zona branca) ao redor de um tumor cerebral. Ressonância magnética T1 com contraste.

Edema cerebral é o acúmulo excessivo de líquido (edema) nos espaços intracelular e/ou extracelular do cérebro. Isso geralmente causa comprometimento da função nervosa, aumento da pressão dentro do crânio e pode levar à compressão direta do tecido cerebral e dos vasos sanguíneos. Os sintomas variam com base na localização e extensão do edema e geralmente incluem dores de cabeça, náuseas, vômitos, convulsões, sonolência, distúrbios visuais, tonturas e, em casos graves, coma e morte. Este incremento adiciona-se ao já provocado pela lesão primária, elevando a hipertensão intracraniana e propiciando as hérnias. O problema pode surgir tanto numa região delimitada como em todo cérebro. O diagnóstico e tratamento precoce são fundamentais para diminuir o risco de sequelas, melhorando o prognóstico. A abordagem de um edema cerebral quase sempre envolve a administração de diuréticos e corticosteroides.

## Classificação

### Edema vasogênico
O edema cerebral extracelular ou edema vasogênico, é causado por um aumento na permeabilidade da barreira hematoencefálica. A barreira hematoencefálica consiste em astrócitos e pericitos unidos por proteínas de adesão que produzem junções herméticas. O retorno do fluxo sanguíneo para essas células após um derrame isquêmico pode causar excitotoxicidade e estresse oxidativo, levando à disfunção das células endoteliais e ao rompimento da barreira hematoencefálica. A ruptura das junções endoteliais rígidas que constituem a barreira hematoencefálica causa extravasamento de fluido, íons e proteínas plasmáticas, como albumina, para o parênquima cerebral. O acúmulo de líquido extracelular aumenta o volume cerebral e, em seguida, a pressão intracraniana, causando os sintomas de edema cerebral.
Pode ser causado por: Infecção (encefalite ou meningite), tumor cerebral, hemorragia cerebral, traumatismo cranioencefálico, hipertensão intracraniana e esclerose múltipla.

### Edema citotóxico
Em geral, o edema citotóxico está relacionado à morte das células do cérebro por edema celular excessivo. Durante a isquemia cerebral, por exemplo, a barreira hematoencefálica permanece intacta, mas a diminuição do fluxo sanguíneo e do suprimento de glicose leva a uma interrupção no metabolismo celular e à criação de fontes de energia, como trifosfato de adenosina (ATP). A exaustão das fontes de energia prejudica o funcionamento da bomba de sódio e potássio na membrana celular, levando à retenção celular de íons de sódio. O acúmulo de sódio na célula causa uma rápida absorção de água por osmose, com subsequente inchaço das células. A consequência final do edema citotóxico é a morte dos neurônios. O inchaço das células individuais do cérebro é a principal característica distintiva do edema citotóxico, em oposição ao edema vasogênico, em que o influxo de fluido é tipicamente visto no espaço intersticial em vez de dentro das próprias células. Neurocientistas propuseram que "edema celular" pode ser preferível ao termo "edema citotóxico" devido ao distinto inchaço e à pequena quantidade de substância "tóxica" consistente envolvidas nesse edema.
Pode ser causado por: Isquemia cerebral aguda, cirrose com encefalopatia hepática(hiperamonemia), sufocamento (hipóxia), intoxicação por cianeto e traumatismo cranioencefálico.

### Edema osmótico ou iónico
No edema iônico, a concentração de soluto (osmolalidade) do cérebro excede a do plasma e o gradiente de pressão anormal leva ao acúmulo de água no parênquima cerebral por osmose. A barreira hematoencefálica está intacta e mantém o gradiente osmótico. Pode ser causado por cetoacidose diabética(complicação da hiperglicemia), hiponatremia (falta de sódio no sangue) e excesso de líquidos na Síndrome da secreção inadequada de hormônio antidiurético (SSIHA).

## Edema intersticial
O edema intersticial pode ser caracterizado por hidrocefalia com obstrução ao fluxo de líquido cefalorraquidiano (LCR) dentro do sistema ventricular ou por aumento na produção de LCR. A obstrução cria um aumento na pressão intraventricular e faz com que o LCR flua através da parede dos ventrículos para o fluido extracelular dentro do cérebro. Pode ser sub-classificado em "não-comunicante", se há obstrução do fluxo, ou "comunicante" se não há obstrução.

### Induzido por radiação
O edema cerebral induzido por radiação (ECIR) é uma complicação potencialmente fatal da radiação ionizante do tecido cerebral e é caracterizada por necrose por radiação, disfunção da célula endotelial, aumento da permeabilidade capilar e ruptura da barreira hematoencefálica.